# Yaqub (nom)
Yaqub és un nom masculí àrab (àrab: يعقوب, Yaʿqūb) que es correspon amb el català Jacob, que l'àrab pren directament de l'hebreu יַעֲקֹב (Iaʕqōv). Si bé Yaqub és la transcripció normativa en català del nom en àrab clàssic, també se'l pot trobar transcrit Yakub, Ya'qub, Ya'kub, Yakoub, Yaqoub... Com a nom del patriarca que dona nom al poble d'Israel i del pare dels caps de les tribus d'Israel és un nom força usual entre els àrabs jueus, de la mateixa manera que, com a nom d'un dels principals profetes de l'islam, és dut per molts musulmans, arabòfons o no; aquests darrers l'han adaptat a les característiques fòniques i gràfiques de la seva llengua: albanès: Jakub; indonesi: Yakub; turc: Yakup.
Vegeu aquí personatges i llocs que duen aquest nom.